# Trnovec, Kočevje
Trnovec este o localitate din comuna Kočevje, Slovenia, cu o populație de 6 locuitori.